# Калимулин, Тимержан Мидхатович
Тимержан Мидхатович Калимулин (тат. Кәлимуллин, Мидхәт Тимерҗан улы; 24 сентября 1961, Омск — 24 июля 2016) — советский и российский борец, мастер спорта международного класса по греко-римской борьбе, тренер. Чемпион Европы (1986 г.), победитель Кубка мира (1985 г.). По национальности — татарин.

## Биография
Спортом начал заниматься с детских лет, является победителем первенства СССР среди юниоров (1978, 1980,1981 гг.), чемпион СССР (1986 г.), серебряный призёр чемпионата мира (1986 г.).
Победитель многих международных соревнований, серебряный призёр чемпионатов СССР (с 1983 по 1987 гг.).
Окончил Омский государственный институт физической культуры (1986 г.).
Работал инструктором по спорту в Омском областном совете «Динамо» (1980—1981 гг.), комитете по физической культуре и спорту Омской области (1981 по 1989 гг.). С 1991 по 1993 годы возглавлял федерацию греко-римской борьбы Омской области, являлся старшим тренером сборной команды Сибири (1997—1999 гг.). С 2004 года тренер-преподаватель муниципального учреждения дополнительного образования детей ДЮСШ № 19 (г. Омска).
Похоронен на Юго-Восточном кладбище в Омске.